# Licuala polyschista
Licuala polyschista là loài thực vật có hoa thuộc họ Arecaceae. Loài này được K.Schum. & Lauterb. mô tả khoa học đầu tiên năm 1900.